# Gasoline Alley
Gasoline Alley — второй сольный альбом британского певца Рода Стюарта, выпущенный 12 июня 1970 года лейблом Vertigo Records. Пластинка записывалась с февраля по апрель 1970 года на лондонской Morgan Studios, продюсированием занимались сам певец и Лу Рейзнер. Как и на предыдущем сольнике Стюарта, в записи этого диска приняли некоторые участники группы Faces, участником которой он являлся. Альбом поднялся в Billboard Top LP’s до 27-го места, где пробыл в общей сложности более одного календарного года — 57 недель.

## Восприятие
Альбом был положительно оценен музыкальными критиками. Так, авторитетный американский публицист Роберт Кристгау в своём обзоре для The Village Voice заметил, что Gasoline Alley стал достойным продолжением превосходной дебютной работы, хотя и поставил ему оценку на один бал меньше предыдущего. В своём втором обзоре он выровнял оценки обеих пластинок, ещё раз выразив восхищение одинаковым мастерством, с которым Стюарт писал собственные композиции и преображал чужие и отдал дань исполнительскому мастерству как Стюарта, так и аккомпанирующего состава. 
Лэнгдон Виннер из Rolling Stone вообще отказался выбирать, какой из двух первых альбомов лучше. По его мнению это был всего лишь второй том постоянно расширяющегося собрания сочинений выдающегося артиста, а его музыка обладала такой мягкостью и глубиной, что ею можно было исцелять раны и снимать боль. 
Обозреватель британского журнала Disc and Music Echo удивился целесообразности самой идеи Стюарта записывать сольный альбом при помощи большей части состава Faces, хотя к качеству музыкального материала у него не было никаких претензий. Напротив, по его мнению, всё было хорошо сделано и вдумчиво исполнено. Бад Скоппа из Circus писал: «Становится всё более очевидным, что Род Стюарт — необычайно одаренный певец и писатель. Его новый альбом даже больше, чем его первая сольная работа, ясно даёт понять, что Стюарт — артист, обладающий оригинальностью, чувствительностью и силой».

## Список композиций
| №  | Название            | Автор(ы)                      | Длительность |
| -- | ------------------- | ----------------------------- | ------------ |
| 1. | «Gasoline Alley»    | Род Стюарт, Ронни Вуд         | 4:00         |
| 2. | «It’s All Over Now» | Бобби Уомак, Ширли Джин Вомак | 6:23         |
| 3. | «Only a Hobo»       | Боб Дилан                     | 4:20         |
| 4. | «My Way of Giving»  | Ронни Лейн, Стив Марриотт     | 4:10         |

| №  | Название                                      | Автор(ы)                         | Длительность |
| -- | --------------------------------------------- | -------------------------------- | ------------ |
| 1. | «Country Comfort»                             | Элтон Джон, Берни Топин          | 4:45         |
| 2. | «Cut Across Shorty»                           | Уэйн П. Уокер, Мэриджон Уилкин   | 6:30         |
| 3. | «Lady Day»                                    | Род Стюарт                       | 4:15         |
| 4. | «Jo’s Lament»                                 | Род Стюарт                       | 3:35         |
| 5. | «You’re My Girl (I Don’t Want to Discuss It)» | Дик Купер, Бет Битти, Эрни Шелби | 4:30         |

## Участники записи
- Род Стюарт — вокал, акустическая гитара (в песне «Jo’s Lament»)
- Ронни Вуд — гитара, бас-гитара
- Мартин Квиттентон[англ.] — акустическая гитара
- Стэнли Мэтьюз — мандолина
- Ронни Лейн — бас-гитара (в песнях «My Way of Giving» и «You’re My Girl»), бэк-вокал (в песне «My Way of Giving»)
- Иэн «Мак» Маклэган — фортепиано, орган
- Мики Уоллер — ударные
- Пит Сирс — фортепиано (в песне «Country Comforts»), бас-гитара (в песне «Cut Across Shorty»)
- Кенни Джонс — ударные (в песнях «My Way of Giving» и «You’re My Girl»)
- Уильям Гафф — художественный свист
- Деннис О’Флинн, Дик Пауэлл — скрипка
- Джек Рейнольдс — бэк-вокал (в песне «Country Comfort»)

## Позиции в хит-парадах
Еженедельные чарты:
| Хит-парад (1970—1971)            | Высшая позиция | Пребывание в чарте |
| -------------------------------- | -------------- | ------------------ |
| Австралия (Kent Music Report)    | 23             | нет данных         |
| Великобритания (UK Albums Chart) | 62             | 1 неделя           |
| Канада (RPM Albums Chart)        | 24             | 20 недель          |
| США (Billboard Top LP’s)         | 27             | 57 недель          |